# Informacje Lubuskie
Informacje Lubuskie – telewizyjny program informacyjny emitowany codziennie przez TVP3 Gorzów Wielkopolski, prezentujący informacje dotyczące województwa lubuskiego.
Nadawany od 1 stycznia 2005. Program jest emitowany codziennie w godzinach: 15:30, 16:30, 18:30 i 21:30. W soboty, wydania o 15:30 mają tytuł Przegląd Tygodnia. Program został zastąpiony do tej pory w paśmie TVP3 Poznań Teleskop Lubuski, w latach 2000-2004. 
Zespół „Informacji Lubuskich” składa się z kilkunastu dziennikarzy z redakcji w Gorzowie Wielkopolskim oraz Zielonej Górze. Twórcy lubuskiego programu informacyjnego od kilku lat przygotowują również informacje na zamówienie ogólnopolskich dzienników: „Wiadomości” (TVP1), „Panoramy” (TVP2), „Teleexpressu” (TVP1), „Dziennika regionów” (TVP3) i „Serwisu Info” (TVP Info), do 5 października 2007 także Kuriera (TVP).

## Teleskop Lubuski
Teleskop Lubuski był emitowany od 2001 aż do końca 2004 roku. Był on emitowany w PTV (potem w TVP3 Poznań) w województwie Lubuskim w godzinach: 18:30 i 21:30, zastępując Teleskop miejski z Poznania o tych godzinach.

## Dawne wydania
7:45 -  od 2 stycznia 2005 do 2010
16:45 - od 2 stycznia 2005 do 2010
17:00 - od 2011 do 2013
17:45 - 2007
18:00 - od 2 stycznia 2005 do 6 września 2010 (z przerwą w 2007)
18:30 - od 6 września 2010
21:00 - od 2018 do 2021
21:30 - od 28 sierpnia 2016 do 2018 i od 2021
21:45 - od 2 stycznia 2005 do 28 sierpnia 2016 (z przerwą od 2013 do 2015)
21:55 - 2013
22:00 - od 2013 do 2015

## Wydawcy
- Magdalena Szczecina[24]

## Prezenterzy
- Marcin Sasim
- Andrzej Loch
- Aleksandra Modzelan
- Agata Sendecka
- Aleksandra Janicka
- Wojciech Turczyński
- Natalia Makuch
- Marta Dreczka
- Natalia Grygianiec-Krysik